# Irene the Alien
Irene the Alien, anteriormente conocida como Irene Dubois, es el nombre artístico de Ian Hill, es una artista drag estadounidense más conocida por competir en la décimoquinta temporada de RuPaul's Drag Race, y la décima temporada de RuPaul's Drag Race: All Stars.

## Carrera drag
Siendo "hermana" drag de Bosco, Irene Dubois es conocida por su aspecto "bizarro y de otro mundo" y su drag con inspiración extraterrestre. Ganó la competencia So You Think You Can Drag en 2018, y apareció en el video musical de Tacocat "Grains of Salt".
Compitió en la decimoquinta temporada de RuPaul's Drag Race. Después de ganar el primer mini desafío, se convirtió en la primera concursante en ser eliminada de la competencia. Durante el show de talentos, enseño a los espectadores como preparar un vaso con agua helada. Perdió el lip sync de "7 Rings" (2019) de Ariana Grande contra su compañera concursante Amethyst. Llevó un vestido morado y plateado a la alfombra roja de la temporada 15.

## Vida personal
Hill obtuvo un Bachelor en bellas artes en teatro. Vive en Seattle, y ha actuado en el Julia's on Broadway y Queer Bar.
Hill es génerofluido.

## Filmografía

### Televisión
| Año  | Título                            | Papel       | Ref    |
| ---- | --------------------------------- | ----------- | ------ |
| 2023 | RuPaul's Drag Race (temporada 15) | Concursante | [ 20 ] |
| 2023 | RuPaul's Drag Race: Untucked      | Concursante | [ 20 ] |

### Series web
| Año  | Título          | Papel      | Notas                                                  | Ref              |
| ---- | --------------- | ---------- | ------------------------------------------------------ | ---------------- |
| 2022 | Meet the Queens | Ella misma | Especial independiente RuPaul's Drag Race Temporada 15 | [ 21 ]           |
| 2023 | EW News Flash   | Ella misma | Invitada                                               | [ 22 ] [ 23 ]    |
| 2023 | Whatcha Packin' | Ella misma | Invitada                                               | [cita requerida] |
| 2023 | Pride Today     | Ella misma | Invitada                                               | [ 24 ]           |
| 2023 | BuzzFeed Celeb  | Ella misma | Invitada                                               | [ 25 ]           |